# Анексія
Ане́ксія (лат. annexio, досл. «приєднання») — це насильницьке приєднання державою всієї або частини території іншої держави або нації в односторонньому порядку. За сучасним міжнародним правом анексія — один з видів агресії і спричиняє міжнародно-правову відповідальність.
Анексію слід відрізняти від окупації, яка сама по собі не призводить до зміни юридичної належності території. Наприклад, Боснія і Герцеговина, що перебувала під окупацією (тобто фактичним контролем) Австро-Угорщини з 1878-го, була анексована нею тільки в 1908 році, а до того вважалася формально територією Османської імперії.
Зазвичай в результаті анексії місцеве населення приєднаної території у складі держави, що здійснила анексію, утворює етнічну (національну) меншину, а відносно етнічного (національного) ядра, від якого її відірвано, — діаспору автохтонного походження.

## Поняття в царській Росії
У Московії та Російській імперії в історичній та політичній лексиці замість правового поняття латинського походження «анексія», як це, наприклад, склалося в Європі, використовувалося пропагандистсько-«патріотичне» кліше «збирання земель» або «примноження земель» та «приєднання земель». Для позначення аналогічних вчинків інших імперій використовулося поняття «загарбання».
Так само, як замість понять геноцид та терор, царським урядом використовувався вираз «замирення народів» («Замирення народів Кавказу»).

## Вживання терміна в російськомовній літературі часів Радянського Союзу
Відомий політичний діяч Російської імперії В. Ульянов, що пізніше очолив уряд Радянської Росії, стверджував 1916 року, що поняття «анексія» невіддільне від поняття самовизначення націй. «Ясно, що анексією можна і слід вважати лише приєднання території супроти волі її населення». У той же час він писав, що анексією «не можна назвати усяке приєднання „чужої“ території», «не можна вважати усяке насильницьке, воєнне, приєднання, бо ж проти насильства, якщо воно застосовується в інтересах маси населення та в інтересах прогресу людства, соціалісти заперечувати не можуть». У такий спосіб виправдовувалися анексії Росії.
У радянській історичній, політико-правовій та пропагандистській літературі термін «анексія» ніколи не застосовувався щодо СРСР або Росії. Наприклад, говорилося про анексію Румунією Бессарабії 1918 року, або ж Судетської області Німеччиною 1938 року. У той же час відносно територій, включених до складу СРСР за час від 1939 до 1941,— частини Польщі (Західна Україна, Західна Білорусь), Латвії, Литви, Естонії),— завжди вживалися терміни «возз'єднання» чи «приєднання», як для територій, що раніше входили до складу Російської імперії.
Анексію Радянським Союзом частини Польщі 1939 року Англія та США визнали лише на Потсдамській конференції 1945 року, а на анексію Латвії, Литви, Естонії дали у той час лише мовчазну згоду. Остаточно результати анексій Радянського Союзу у Європі були закріплені Гельсінською угодою 1975 року[джерело?].

## Вживання терміна в міжнародному гуманітарному праві
Міжнародне гуманітарне право визначає анексію як протиправне насильницьке приєднання однією державою території або частини території іншої держави або будь-якого простору, що перебуває під контролем чи у спільному користуванні міжнародного співтовариства.

## Приклади анексій
- 1783–1917–1991 — Російська імперія анексувала Кримське ханство.
- 1821—1885 — анексія Судану Єгиптом.
- 1833–досі — Велика Британія анексувала Фолклендські острови.
- 1848–1962 — Франція анексувала Алжир.
- 1861–1865 — Іспанія анексувала Домініканську Республіку.
- 1900–досі — США анексували Гавайські острови.
- 1908–1918 — Австро-Угорська імперія анексувала Боснію і Герцеговину (боснійська криза).
- 1910–1945 — Японія анексувала Корею.
- 1914–1936 — Велика Британія анексувала Єгипет.
- 1914–1960 — Велика Британія анексувала Кіпр, що до цього належав Османській імперії.
- 1918–1940 — Румунське королівство анексувало Бессарабію, що до того входила до складу Росії.
- 1920–досі — Туреччина окупувала і анексувала Західну Вірменію і частину Східної Вірменії (Карська область)[4]
- 1938–1945 — Анексія Судетської області Чехословацької республікі Третім Райхом
- 1938–1945 — Третій Рейх анексував Австрійську республіку, яка до цього була незалежною державою (аншлюс нім. anschluβ, досл. «приєднання»).
- 1940–1991 — анексія Бессарабії, Північної Буковини та Краю Герца з боку СРСР внаслідок Пакту Молотова — Ріббентропа
- 1939–1941 — Радянська анексія західноукраїнських земель та західної Білорусі згідно з Пактом Молотова — Ріббентропа; до 1941, див. угода Сікорського-Майського
- 1940–1991 — СРСР згідно з Пактом Молотова — Ріббентропа анексував Литву, Латвію, Естонію
- 1940–досі — анексія Радянським Союзом Карельського перешийку, Сортавала, Салла-Куусамо та Рибачий півострів на узбережжі Баренцова моря внаслідок Радянсько-фінської війни
- 1980–досі — Ізраїль анексував Східний Єрусалим
- 1981–досі — Ізраїль анексував Голанські висоти
- 1990–1991 — Ірак окупував і анексував Кувейт
- 2014–досі — Російська Федерація окупувала і анексувала Автономну Республіку Крим та Севастополь[5][6]
- 2022-досі — Рашистська Росія анексувала 4 українських регіони - Донецьку, Луганську, Херсонську і Запорізьку області.

## Твердження про анексію у зовнішньополітичних виступах
Перебування на території Абхазії і Південної Осетії військових сил Російської федерації, визнання незалежності Осетії грузинська сторона називає анексією.